# Adam Zubczewski
Adam Zubczewski (ur. 28 grudnia 1910 w Krakowie, zm. 4 listopada 1973 w Międzylesiu) – lekarz okulista, dr med, naukowiec zajmujący się m.in. keratoplastyką, uczestnik powstania warszawskiego (Stare Miasto – Centralny Szpital Chirurgiczny nr 1 przy ul. Długiej 7, Śródmieście – szpital polowy przy ul. Mokotowskiej 55). Po wojnie pracował jako okulista w Bydgoszczy (1945–1946), a następnie w Szczecinie (1946–1960) jako ordynator w Szpitalu Wojewódzkim (później szpitale kliniczne PAM) i w Międzylesiu k. Warszawy (1961–1973).

## Życiorys

### Dom rodzinny i studia
Adam Zubczewski urodził się pod koniec roku 1910 w Krakowie jako syn Zygmunta Zubczewskiego (ur. ok. 1880) i Marii Zubczewskiej z d. Turschmidt. Starszy stryj, Julian Zubczewski (ur. 1855), był opiekunem Władysława Sikorskiego i Heleny (ur. 1888) – przybranej córki, w przyszłości Heleny Sikorskiej. Był wybitnym nauczycielem i wychowawcą, autorem takich opracowań jak: Reforma szkolnictwa ludowego i seminaryów nauczycielskich (1912), Szkoła powszechna : utopie, praktyka (Piotrków 1918) i inne.
Bratanek Juliana Zubczewskiego, Adam Zubczewski, wybrał medycynę. Studia medyczne ukończył na Uniwersytecie Jagiellońskim w Krakowie, po czym rozpoczął praktykę lekarską w Tarnowie (zob. Tarnów w okresie II Rzeczypospolitej).

### II wojna światowa

#### Okres 1939–1944

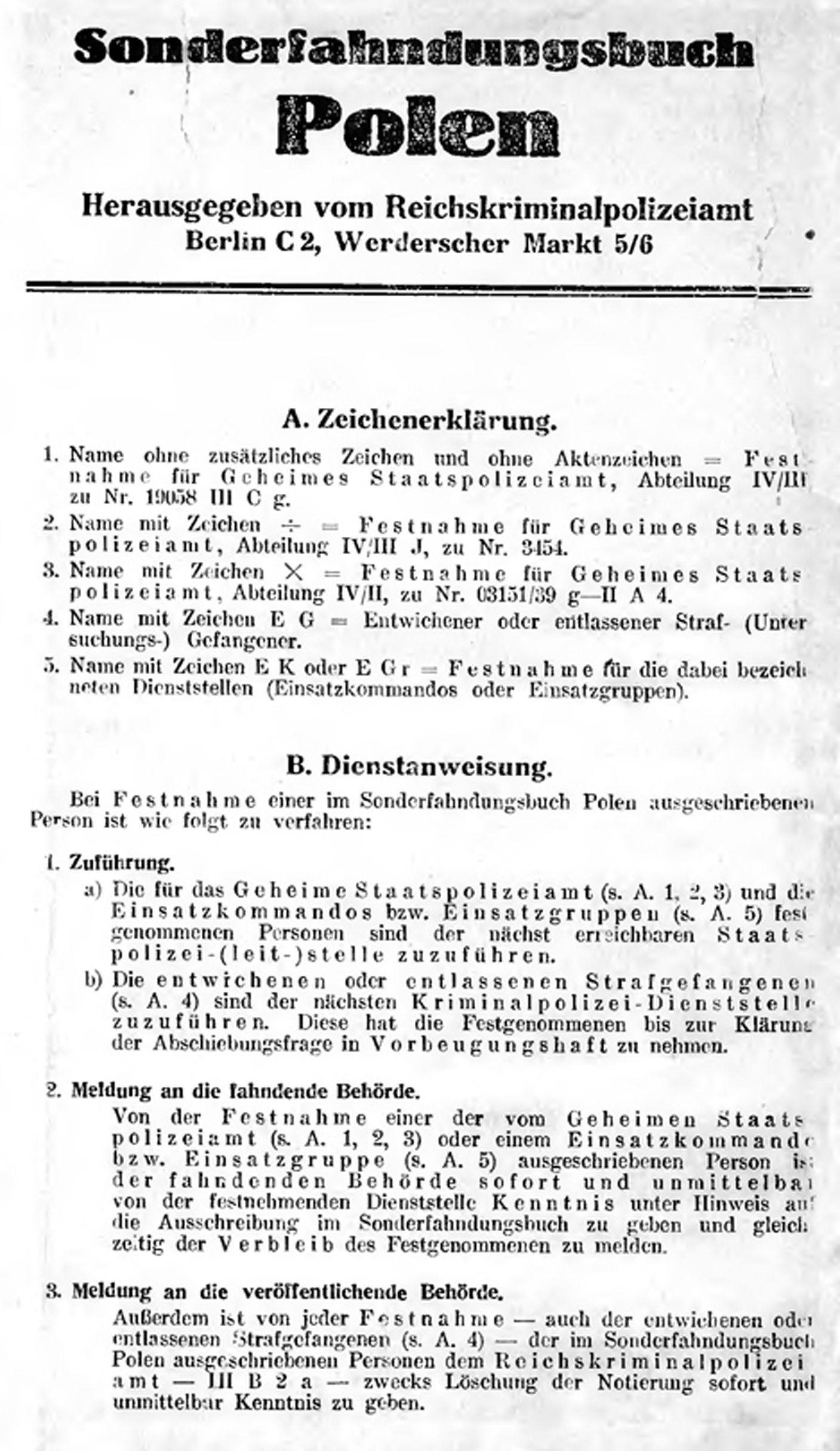
Sonderfahndungsbuch Polen – „Specjalna księga Polaków ściganych listem gończym” (strona tytułowa)

Sytuację całkowicie zmienił wybuch wojny (zob. Tarnów w okresie okupacji niemieckiej), w tym rozpoczęcie intensywnej „Nadzwyczajnej Akcji Pacyfikacyjnej” (Akcja AB), będącej kontynuacją tzw. Intelligenzaktion (akcja prowadzona na podstawie listy proskrypcyjnej „wrogów Rzeszy”). Adam Zubczewski został – wraz z trzema innymi lekarzami – aresztowany przez Gestapo w grudniu 1940 roku. Zdołał zbiec z aresztu i przedostać się do okupowanej Warszawy, gdzie ukrywał się pod fałszywym imieniem i nazwiskiem „Stanisław Wójcik”.
Wykorzystując liczne skomplikowane koneksje rodzinne i znajomości Adam Zubczewski („Stanisław Wójcik”) trafił na ulicę Długą. Zamieszkał w trzypokojowym mieszkaniu (Długa 9 m.19) zajmowanym przez dr Wandę Jaworską z d. Mierosławską z rodziną (zob. Medycy powstania warszawskiego w powojennym Szczecinie – uwaga j).
Mąż Wandy Jaworskiej, Stanisław (prawnik), w przeddzień 1 września 1939 został zmobilizowany w Korpusie Ochrony Pogranicza (KOP) w Budsławiu (zob. Batalion KOP „Budsław”). Po 17 września znalazł się w obozie w Kozielsku. W roku 1943 rodzina dowiedziała się (z list ogłaszanych przez „Nowy Kurier Warszawski”), że znalazł się wśród ofiar zbrodni katyńskiej.
Wanda Jaworska (matka trojga dzieci: Stanisław ur. 1929, Krzysztof ur. 1933, Małgorzata ur. 1937) zorganizowała i prowadziła w jednym z pokoi mieszkania przy ul. Długiej prywatny gabinet okulistyczny. Pracowała też w przychodniach Zarządu Miejskiego przy ul. Floriańskiej, ul. Poborzańskiej (Targówek) i innych.
„Stanisław Wójcik” znalazł zatrudnienie w łaźni miejskiej przy ul. Rybaki i uczestniczył w różnych „akcjach przeciwtyfusowych” (dur brzuszny), prowadzonych w Warszawie i miejscowościach dystryktu warszawskiego (dezynfekcja, dezynsekcja, deratyzacja). Otrzymał dokumenty gwarantujące bezpieczeństwo w czasie kontroli przez żandarmerię oraz uzyskał możliwości zdobywania poza Warszawą prowiantu, dostarczanego współmieszkańcom ul. Długiej 9. Uczestniczył też w pracach na działce, uprawianej wspólnie na terenie ogrodu zoologicznego, w pobliżu nieczynnej hipopotamiarni. 
Nie jest pewne, czy był zaangażowany w działalność konspiracyjną.

#### Powstanie warszawskie
Po wybuchu powstania warszawskiego Adam Zubczewski pełnił służbę medyczną przy ul. Długiej 7 – w Centralnym Szpitalu Chirurgicznym nr 1, przewidzianym dla 600 rannych, który rozpoczął działalność 12 sierpnia (przeniesiono tam rannych ze Szpitala Maltańskiego i ze zbombardowanego szpitala św. Jana Bożego). Kierownikiem zespołu chirurgów był Wincenty Tomaszewicz. Po 13 sierpnia (wybuch „czołgu pułapki” na ul. Kilińskiego) na potrzeby szpitala zajęto wszystkie piwnice i mieszkania na parterze i pierwszym piętrze wzdłuż Podwala (do ul. Freta).
Gdy nastąpił kryzys obrony Starego Miasta członkowie rodzin Jaworskich, Mierosławskich, Bujanowskich i osoby z nimi związane analizowały możliwe sposoby działania, dostosowane do sprawności swoich podopiecznych (np. seniorzy, dzieci, chorzy). Część uznała konieczność pogodzenia się z niemieckimi planami wysiedlenia ludności Warszawy. Adam Zubczewski nie miał wątpliwości, że musi iść kanałami do szpitali walczącego Śródmieścia. Został członkiem zespołu szpitala polowego zorganizowanego przy ul. Mokotowskiej 55 w wybudowanej w latach 1913–1930 kamienicy Warszawskiego Chrześcijańskiego Towarzystwa Ochrony Kobiet.

### Okres powojenny

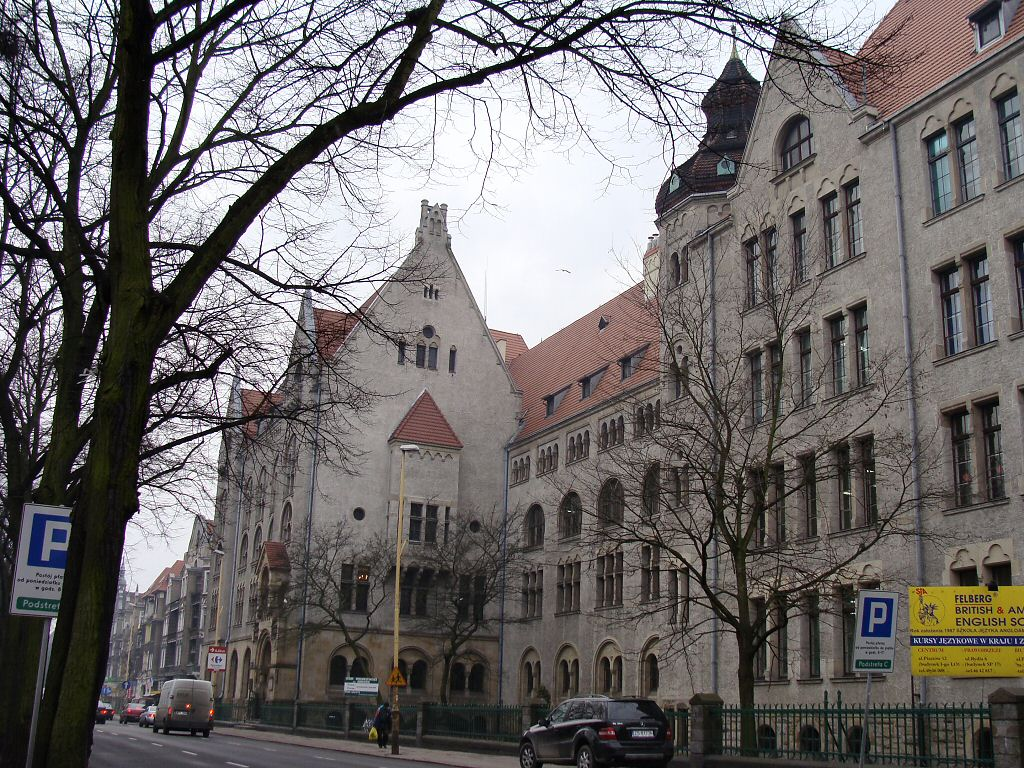
Szczecin, aleja Piastów 12

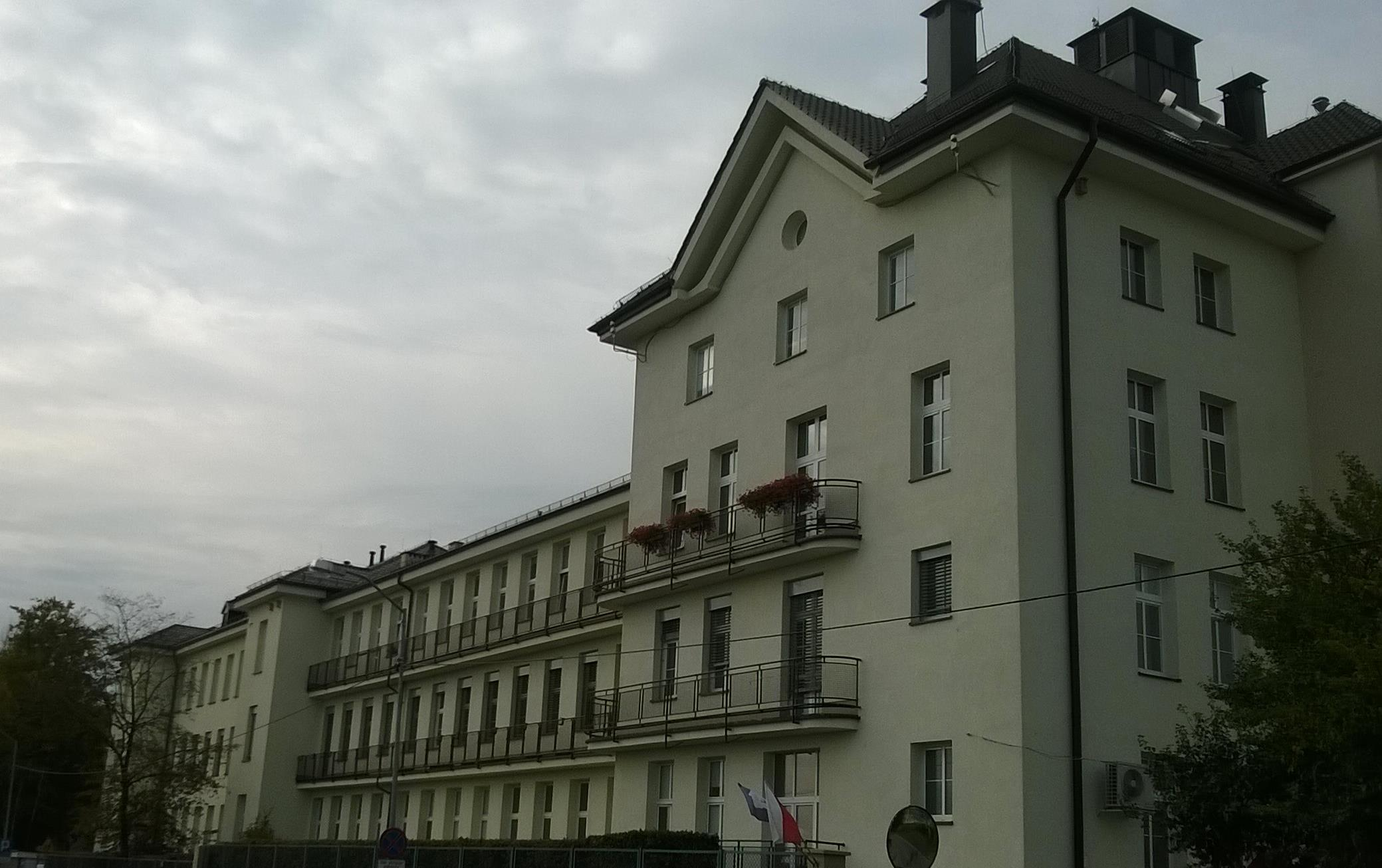
Jeden z budynków byłego szpitala PCK przy ul. Unii Lubelskiej (pediatria)

Po zakończeniu wojny Adam Zubczewski pracował w latach 1945–1946 w Bydgoszczy, a następnie wraz z drugą żoną Wandą mieszkał w Szczecinie. Zubczewscy otrzymali do dyspozycji dwa duże mieszkania w pobliżu działającej już od 2 września 1945 polskiej szkoły (zob. Janina Szczerska i I LO im. Marii Skłodowskiej-Curie) oraz w pobliżu Placu Sprzymierzonych, przy którym przychodnie i biura PCK organizowała Halina Chmielewska. W nowym szczecińskim domu współmieszkańcami było grono młodzieży (młodzi Jaworscy i Zubczewscy, przyjaciel nieżyjącego Stanisława Jaworskiego i in.). Panowała w nim ciepła rodzinna atmosfera, serdecznie wspominana przez Wandę Andrzejewską (ur. 1930), późniejszą absolwentkę PAM i cenioną okulistkę).
Wanda i Adam Zubczewscy włączyli się do organizacji placówek ochrony zdrowia na tzw. „polskim Dzikim Zachodzie”. Byli jednymi z pierwszych okulistów w mieście. Już w sierpniu 1947 roku otworzyli pierwszy okulistyczny oddział liczący 40 łóżek, który mieścił się w szpitalu PCK (zob. powojenna działalność Haliny Chmielewskiej).
Po powołaniu do życia Pomorskiej Akademii Lekarskiej istniejące szpitalne oddziały zaczęły pełnić funkcje klinik w tworzonych szpitalach klinicznych (Samodzielny Publiczny Szpital Kliniczny nr 1 im. prof. Tadeusza Sokołowskiego i Samodzielny Publiczny Szpital Kliniczny nr 2). Wanda i Adam Zubczewscy zostali pierwszymi adiunktami Kliniki Okulistycznej kierowanej przez prof. Witolda Starkiewicza. W latach 1955—1960 dr med. Adam Zubczewski był w tej klinice zastępcą profesora.
Klinika stała się wysokospecjalistyczną placówką leczniczo-badawczą zajmującą się pełnoprofilowym leczeniem chorób oczu, ze szczególnym naciskiem na operacyjne i nieoperacyjne choroby siatkówki, jaskrę, nowoczesną chirurgię zaćmy i przeszczepy rogówek.
Od 1961 roku do śmierci w 1973 roku był ordynatorem Oddziału Okulistycznego w Centralnym Szpitalu Kolejowym w Międzylesiu k. Warszawy (obecnie MSSW Międzyleski Szpital Specjalistyczny w Warszawie z nowoczesnym oddziałem okulistycznym. Został pochowany na Starych Powązkach w Warszawie, w kwaterze Emeryka Mierosławskiego (jednego z synów Adama Kaspra Mierosławskiego), gdzie w roku pochowano również Wandę Zubczewską (1907-1994).

## Wybrane publikacje
Publikacje w bazie PubMed
- 1953: Zubczewski A., Wyniki badań nad działaniem atmosfery zawierającej dwusiarczek węgla na narząd wzroku, Medycyna Pracy 1953; 4 (4): 251–258
- 1953: Zubczewski A., Praktyczne zastosowanie metody Grzędzielskiego lokalizacji ciał obcych w gałce ocznej, Klinika Oczna, 1953; 23 (2): 121–123
- 1954: Zubczewski A., Leczenie operacyjne w przypadkach porażenia zewnętrznych mięśni oczu, Klinika Oczna, 1954; 24 (2): 131–132
- 1955: Zubczewski A., Wyniki 60 operacji przeszczepienia rogówki, Polski Tygodnik Lekarski (Warszawa), 1955 Maj 16; 10 (20): 637–644

Pamiętnik XXVI Zjazdu Polskiego Towarzystwa Okulistycznego, Szczecin 25–27 IX 1958 r.
- 1958: Zubczewski Adam, Botropara. Lek o działaniu wybitnie hemokoagulacyjnym w chirurgii oka. Pamiętnik XXVI Zjazdu Polskiego Towarzystwa Okulistycznego, Szczecin 25–27 IX 1958[21]